# Вірд Сайнс-Фентезі
Вірд Сайнс-Фентезі (англ. Weird Science-Fantasy) — американська науково-фантастична антологія коміксів, яка на початку 1950-х років була частиною лінії EC Comics. Протягом 14 місяців комікс мав сім випусків, починаючи з випуску № 23 у березні 1954 року та закінчуючи випуском № 29 у травні-червні 1955 року.

## Походження
Комікс, опублікований Біллом Ґейнсом і редагований Елом Фелдштейном, був злиттям двох попередніх видань, що виходили два рази на місяць, Вірд сайнс (Weird Science) і Вірд фентезі (Weird Fantasy), які виходили з 1950 по 1953 роки, обидва закінчуючись випуском № 22. Через втрати, зазнані цими двома коміксами, Гейнс і Фельдштейн об'єднали їх в один комікс, який публікувався щоквартально за ціною 15 центів. Після перших двох випусків ціна буде знижена до 10 центів. Комікс повернувся до двомісячного розкладу з випуском № 27 у січні/лютому 1955 року. Влітку 1955 року відбулася ще одна зміна назви: Вірд сайнс-фентезі став Інкредбл сайс фікшн (Incredible Science Fiction) для останніх чотирьох випусків.

## Художники та письменники
Ілюстрації до обкладинки зробили Фельдштейн, Воллі Вуд, Ел Вільямсон і Френк Фразетта. Художники, які малювали історії для цієї назви EC: Фельдштейн, Вуд, Вільямсон, Фразетта, Джо Орландо, Бернард Кріґштайн, Анджело Торрес, Джордж Еванс, Рід Крендалл і Джек Кеймен. Серед авторів були Фельдштейн, Ґейнс, Гарлан Еллісон (який написав окреме оповідання у випуску 24), Отто Біндер, Джек Олек і Карл Весслер.
В останньому номері була обкладинка Френка Фразетти, яка спочатку була призначена для обкладинки Феймос фанніс (Famous Funnies) з ілюстрацією Бака Роджерса, але її вважали занадто жорстокою для цього коміксу. Ґейнс купив права на використання обкладинки (єдиний випадок у EC, коли Ґейнс купив лише права на мистецтво, а не саме зображення), і воно використовувалося з деякими незначними змінами. Пізніше видавець Расс Кокран назвав обкладинку «найвидатнішою обкладинкою, яка коли-небудь була на коміксах».

## Розповіді та теми
Випуск 26 був спеціальним випуском про реальні повідомлення про зустрічі з літаючими тарілками. Фельдштейн працював з майором Дональдом Кейгоу, колишнім пілотом морської піхоти, який у той час вважався провідним популярним письменником на цю тему.

## Впливи та адаптації
Як і в інших коміксах EC, редагованих Фельдштейном, історії в цьому коміксі в основному базувалися на тому, що Ґейнс читав велику кількість науково-фантастичних історій і використовував їх для розробки «трамплінів», з яких вони з Фельдштейном могли б почати нові історії. Визначені конкретні сюжетні впливи включають таке:
- «Чесна торгівля» (випуск 23) — «Біля вод Вавилону» Стівена Вінсента Бенета
- «Адаптивність» (випуск 27) — Пасинки неба Роберта Е. Гайнлайна
- «Ніжчі» (випуск 28) — «Втрачена раса» Маррі Лайнстера[3]

Інші історії були авторизованими адаптаціями, іноді за активної участі оригінального автора. Отто Біндер адаптував деякі оповідання, які він і його брат Ерл опублікували в 1940-х роках. Це включало «Вчитель з Марса» (№ 24) і серію з трьох частин про Адама Лінка, яка з'явилася в випусках з 27 по 29.
«Літаюча машина» (№ 23) і «Гуркіт грому» (№ 25) були офіційними візуалізаціями оповідань Рея Бредбері.

## Випуск антології
| №  | Дата                    | Художник обкладинки | Розповідь                | Оповідання Художник |
| -- | ----------------------- | ------------------- | ------------------------ | ------------------- |
| 23 | Березень 1954 року      | Воллі Вуд           | Діти                     | Воллі Вуд           |
|    |                         |                     | Рибна історія            | Аль Вільямсон       |
|    |                         |                     | Літаюча машина           | Бернард Криґштайн   |
|    |                         |                     | Чесний торг              | Джо Орландо         |
| 24 | Червень 1954 року       | Аль Фельдштейн      | . . . Для нащадків       | Воллі Вуд           |
|    |                         |                     | Вчитель з Марса          | Джо Орландо         |
|    |                         |                     | Піонер                   | Бернард Криґштайн   |
|    |                         |                     | Переворот!               | Аль Вільямсон       |
| 25 | Вересень 1954 року      | Аль Вільямсон       | Звіт про літаючу тарілку | Воллі Вуд           |
|    |                         |                     | Звук грому               | Аль Вільямсон       |
|    |                         |                     | Пузатий                  | Бернард Криґштайн   |
|    |                         |                     | врожай                   | Джо Орландо         |
| 26 | Грудень 1954 року       | Аль Фельдштейн      | Спеціальний випуск НЛО   | Воллі Вуд           |
|    |                         |                     |                          | Джо Орландо         |
|    |                         |                     |                          | Рід Крендалл        |
|    |                         |                     |                          | Джордж Еванс        |
| 27 | Січень/лютий 1955 р     | Воллі Вуд           | Адаптивність             | Воллі Вуд           |
|    |                         |                     | Закрити гоління          | Рід Крендалл        |
|    |                         |                     | 4-й ступінь              | Джек Камен          |
|    |                         |                     | Я, робот                 | Джо Орландо         |
| 28 | Березень/квітень 1955 р | Аль Фельдштейн      | Нижчі                    | Воллі Вуд           |
|    |                         |                     | Загублений у космосі     | Аль Вільямсон       |
|    |                         |                     | Туди й назад             | Джек Камен          |
|    |                         |                     | Суд над Адамом Лінком    | Джо Орландо         |
| 29 | Травень/червень 1955 р  | Френк Фразетта      | Обраний                  | Воллі Вуд           |
|    |                         |                     | Порочне коло             | Аль Вільямсон       |
|    |                         |                     | Буття                    | Рід Крендалл        |
|    |                         |                     | Адам Лінк у бізнесі      | Джо Орландо         |